# سيمون رودريجيز
سيمون رودريجيز (بالإسبانية: Simón Rodríguez) (و. 1769 – 1854 م) هو تربوي، وفيلسوف فنزويلي، ولد في كاراكاس، توفي في بيرو، عن عمر يناهز 85 عاماً، بسبب مرض.